# Perizoma romieuxi
Perizoma romieuxi är en fjärilsart som beskrevs av Edward P. Wiltshire 1964. Perizoma romieuxi ingår i släktet Perizoma och familjen mätare. Inga underarter finns listade i Catalogue of Life.